# Liste des circonscriptions législatives de la Seine-Saint-Denis
Le département français de la Seine-Saint-Denis était, depuis sa création le 1er janvier 1968, constitué de neuf circonscriptions législatives, dont le nombre et les limites ont été redéfinis lors du redécoupage électoral de 1986 en passant à treize, puis de celui de 2010, qui a réduit à douze le nombre de sièges de députés.

## Présentation
Avec la réorganisation de la région parisienne en 1964 qui a fondé le département de la Seine-Saint-Denis, neuf circonscriptions législatives ont été créées. Cette délimitation est basée sur les communes, et non sur les cantons nouvellement créés.
Lors des élections législatives de 1986 qui se sont déroulées selon un mode de scrutin proportionnel à un seul tour par listes départementales, le nombre de sièges de la Seine-Saint-Denis a été porté de neuf à treize.
Le retour à un mode de scrutin uninominal majoritaire à deux tours en vue des élections législatives suivantes, a maintenu ce nombre de treize sièges,.
Le redécoupage des circonscriptions législatives réalisé en 2010 et entrant en application à compter des élections législatives de juin 2012, a réduit le nombre de circonscriptions de la Seine-Saint-Denis, de treize à douze, en redéfinissant leurs limites.

## Composition des circonscriptions

### Composition des circonscriptions de 1968 à 1986
À la création du département, la Seine-Saint-Denis comprend neuf circonscriptions regroupant les communes suivantes :
- Première circonscription : Épinay-sur-Seine - L'Île-Saint-Denis - Pierrefitte - Saint-Ouen - Villetaneuse
- Deuxième circonscription : Saint-Denis
- Troisième circonscription : Aubervilliers - La Courneuve - Stains
- Quatrième circonscription : Bobigny - Le Bourget - Drancy - Dugny
- Cinquième circonscription : Bondy - Noisy-le-Sec - Les Pavillons-sous-Bois - Romainville - Villemomble
- Sixième circonscription : Bagnolet - Les Lilas - Pantin - Le Pré-Saint-Gervais
- Septième circonscription : Montreuil - Rosny-sous-Bois
- Huitième circonscription : Aulnay-sous-Bois - Le Blanc-Mesnil - Sevran - Tremblay-en-France - Villepinte
- Neuvième circonscription : Clichy-sous-Bois - Coubron - Gagny - Gournay-sur-Marne - Livry-Gargan - Montfermeil - Neuilly-sur-Marne - Neuilly-Plaisance - Noisy-le-Grand - Le Raincy - Vaujours

### Composition des circonscriptions de 1988 à 2012

Circonscriptions législatives de la Seine-Saint-Denis depuis le redécoupage de 1988

À compter du découpage de 1986, la Seine-Saint-Denis comprend treize circonscriptions regroupant les cantons suivants :
- Première circonscription : Épinay-sur-Seine - Saint-Denis-Sud - Saint-Ouen
- Deuxième circonscription : Pierrefitte-sur-Seine - Saint-Denis-Nord-Est -  Saint-Denis-Nord-Ouest
- Troisième circonscription : Aubervilliers-Est - Aubervilliers-Ouest - La Courneuve - Le Bourget (commune du Bourget)
- Quatrième circonscription : Blanc-Mesnil - Stains - Le Bourget (commune de Dugny)
- Cinquième circonscription : Bobigny - Drancy - Le Bourget (partie nord de la commune de Drancy)
- Sixième circonscription : Bagnolet - Les Lilas - Pantin-Est - Pantin-Ouest
- Septième circonscription : Montreuil-Est - Montreuil-Nord - Montreuil-Ouest
- Huitième circonscription : Gagny - Rosny-sous-Bois - Villemomble
- Neuvième circonscription : Bondy-Nord-Ouest - Bondy-Sud-Est - Noisy-le-Sec  - Romainville
- Dixième circonscription : Aulnay-sous-Bois-Nord - Aulnay-sous-Bois-Sud - Les Pavillons-sous-Bois
- Onzième circonscription : Sevran - Canton de Tremblay-en-France - Villepinte
- Douzième circonscription : Livry-Gargan - Montfermeil - Le Raincy
- Treizième circonscription : Neuilly-Plaisance - Neuilly-sur-Marne - Noisy-le-Grand

### Composition des circonscriptions à compter de 2012

Circonscriptions législatives de la Seine-Saint-Denis depuis le redécoupage de 2010

Le nouveau découpage électoral ayant supprimé une circonscription de la Seine-Saint-Denis, le territoire de la 3e a été redistribué entre les 4e, 5e et 6e circonscriptions, l'ancienne 13e ayant pris le nom de 3e circonscription. Le département comprend douze circonscriptions, regroupant les cantons (dans la délimitation en vigueur jusqu'en 2015) suivants :
- Première circonscription (=) : Épinay-sur-Seine - Saint-Denis-Sud - Saint-Ouen
- Deuxième circonscription (=) : Pierrefitte-sur-Seine - Saint-Denis-Nord-Est -  Saint-Denis-Nord-Ouest
- Troisième circonscription (≠): Neuilly-Plaisance - Neuilly-sur-Marne - Noisy-le-Grand
- Quatrième circonscription (≠) : Blanc-Mesnil - La Courneuve - Stains - Le Bourget (commune de Dugny)
- Cinquième circonscription (≠) : Bobigny - Le Bourget (commune du Bourget) - Drancy
- Sixième circonscription (≠) : Aubervilliers-Est - Aubervilliers-Ouest - Pantin-Est - Pantin-Ouest
- Septième circonscription (≠) : Bagnolet - Montreuil-Est - Montreuil-Nord - Montreuil-Ouest
- Huitième circonscription (=) : Gagny - Rosny-sous-Bois - Villemomble
- Neuvième circonscription (≠) : Bondy-Nord-Ouest - Les Lilas - Noisy-le-Sec  - Romainville
- Dixième circonscription (≠) : Aulnay-sous-Bois-Nord - Aulnay-sous-Bois-Sud - Bondy-Sud-Est - Les Pavillons-sous-Bois
- Onzième circonscription (=) : Sevran - Canton de Tremblay-en-France - Villepinte
- Douzième circonscription (=) : Livry-Gargan - Montfermeil - Le Raincy

À la suite du redécoupage cantonal de 2014, les limites territoriales des cantons ayant été profondément remaniées, la délimitation des circonscriptions peut être lue de la façon suivante, à partir de leur composition communale :
- Première circonscription (=) : Épinay-sur-Seine - L'Île-Saint-Denis - Fraction de Saint-Denis située à l'ouest et au sud du canal de Saint-Denis - Saint-Ouen
- Deuxième circonscription (=) : Pierrefitte-sur-Seine - Fraction de Saint-Denis située au nord et à l'est du canal de Saint-Denis - Villetaneuse
- Troisième circonscription (≠): Gournay-sur-Marne - Neuilly-Plaisance - Neuilly-sur-Marne - Noisy-le-Grand
- Quatrième circonscription (≠) : Le Blanc-Mesnil - La Courneuve - Dugny - Stains
- Cinquième circonscription (≠) : Bobigny - Le Bourget - Drancy
- Sixième circonscription (≠) : Aubervilliers - Pantin
- Septième circonscription (≠) : Bagnolet - Montreuil
- Huitième circonscription (=) : Gagny - Rosny-sous-Bois - Villemomble
- Neuvième circonscription (≠) : Fraction nord-ouest de Bondy - Les Lilas - Le Pré-Saint-Gervais - Noisy-le-Sec  - Romainville
- Dixième circonscription (≠) : Aulnay-sous-Bois - Fraction sud-est de Bondy - Les Pavillons-sous-Bois
- Onzième circonscription (=) : Sevran - Tremblay-en-France - Villepinte
- Douzième circonscription (=) : Clichy-sous-Bois - Coubron - Livry-Gargan - Montfermeil - Le Raincy - Vaujours